# Bagnacavallo
Bagnacavallo – miejscowość i gmina we Włoszech, w regionie Emilia-Romania, w prowincji Rawenna.
Według danych na rok 2004 gminę zamieszkiwało 16 087 osób, 203,6 os./km².

## Miasta partnerskie
- Strzyżów